# Wojciech Cejrowski
Wojciech Daniel Cejrowski (n. 27 iunie 1964, Elbląg, Polonia) este un jurnalist polonez, satiric, explorator, autor de cărți și publicații de presă.

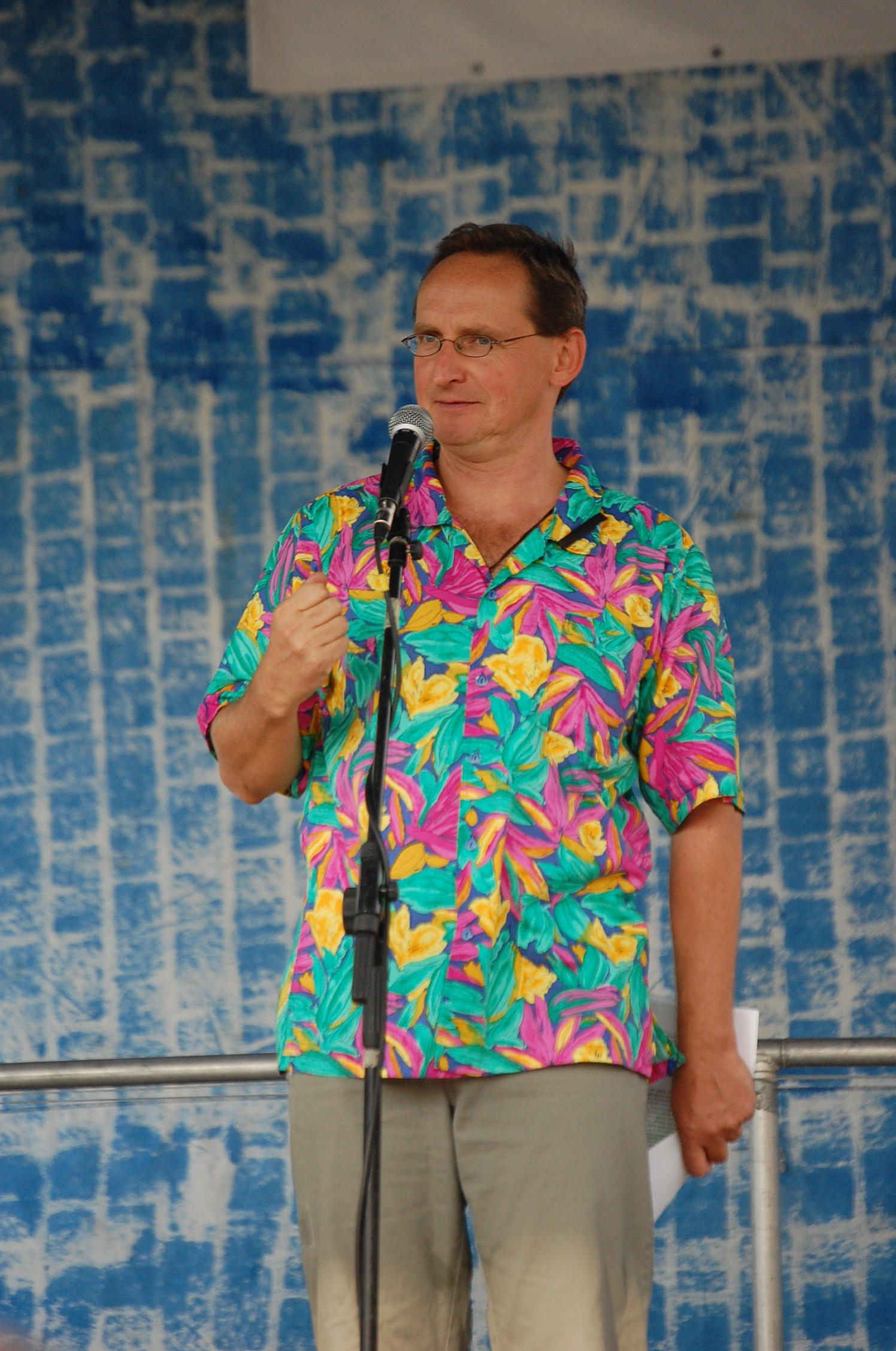
Wojciech Cejrowski

## Expediții
- 1985 - Cuba, Mexic - expediție speologică [3]
- 1986 - Mexic documentarea unor poziții arheologice culturale Tolteci [3]
- 1986 - Mexic - "Lakandoni - descendenți ai Maiei" [3]
- 1987 - Mexic [3]
- 1987/1988 - Mexic [3]
- 1989 - Uniunea Sovietică - "Ławry - capitala Ortodoxiei" [3]
- 1989 - Mexic - "trib pierdut - descendenții moderni ai indienilor" [3]
- 1990 - Guatemala, Honduras, Mexic - "Mundo Maya" [3]
- 1990 - Uniunea Sovietică - "Życie w komunałkach" [3]
- 1990 - Caucaz [3]
- 1991 - Costa Rica, Nicaragua, Honduras, El Salvador, Guatemala, Belize - "Guerrilla - partizani, rebeli și bandiți obișnuiți" [3]
- 1991 - Guatemala [3]
- 1992 - Texas / Mexic - "Triburile frontierei - Tarahumara, Raramuri" [3]
- 1993 - SUA [3]
- 1994 - Honduras, Mexic - începutul proiectului "Miskito indieni" [3]
- 1995 - Columbia - Indieni Kogi  [3]
- 1996 - Panama / Columbia [3]
- 1997 - Venezuela / Brazilia - Indieni Yanomami, Kurripaco și Piaroa [3]
- 1997 - Australia [3]
- 1998 - Venezuela / Columbia - Indieni CARAPA [3]
- 1998 - SUA / Canada / Mexic - "Mennonici, Amisze i Mormoni" [3]
- 1999 - Guyana / Venezuela / Brazilia - Ultimii indieni Wai Wai [3]
- 1999/2000 - Maroc - "Viața de zi cu zi pe souku" [3]
- 2000 - Paraguay / Brazilia - Mennonici, Indieni Ache, Ayoreo, Nivacle [3]
- 2001 - Peru / Ecuador [3]
- 2002 - Columbia, Peru, Brazilia - triburile Marubo, Mayoruna și Yagua [3]
- 2002 - Ecuador [3]
- 2003 - Surinam / Guyana Fr. / Brazilia - triburile Bush Negros, Wayana, Tirio și Wai Wai [3]
- 2004 - Israel / Palestina - pe urmele lui Isus [3]
- 2004 - Costa Rica / Panama [3]
- 2005 - Bolivia [3]
- 2006 - Peru [3]
- 2006 - Mexic [3]
- 2007 - Senegal / Gambia / Capul Verde
- 2007 - Ecuador
- 2007 - Peru / Columbia / Brazilia
- 2007 - Trinidad-Tobago
- 2007 - Namibia
- 2007 - Tunisia
- 2008 - Peru
- 2008 - Mexic
- 2008 - Guatemala
- 2008 - Puerto Rico
- 2008 - Arhipelagul Vanuatu
- 2008 - Madagascar
- 2009 - Mexic
- 2009 - Venezuela
- 2009 - Tailanda
- 2009 - Columbia / Peru / Ecuador - Triburile Jibaros (Achuar)
- 2009 - Brazilia
- 2009 - Mexic / Guatemala / Belize
- 2010 - Congo / Gabon
- 2010 - SUA (Nebraska / Dakota de Sud / Dakota de Nord/ Minnesota / Wyoming / Iowa)
- 2010 - Japonia / Australia / Fiji - "De la Oceanul Indian la Oceanul Pacific"
- 2011 - Etiopia
- 2011 - Israel / Palestina
- 2011/2012 - SUA (Texas)
- 2012 - Insulele Caraibe
- 2015 - SUA (New York / New Jersey)